# Tom Florie
Thomas „Tom“ Florie (6. září 1897 Harrison – 26. dubna 1966 North Providence) byl americký fotbalista, útočník. Za americkou reprezentaci odehrál osm utkání, v nichž vstřelil dvě branky, zúčastnil se s ní dvou světových šampionátů (1930, 1934), přičemž na tom prvním s ní získal bronzovou medaili. Na tomto šampionátu také vedl mužstvo jako kapitán a vstřelil jeden gól, do sítě Belgie v základní skupině, čímž přispěl k americkému vítězství 3:0. Roku 1986 byl uveden do americké fotbalové síně slávy.
Dvakrát vyhrál US Open Cup, jednou s New Bedford Whalers v roce 1932, podruhé s Pawtucket FC v roce 1941. S Whalers též vyhrál v roce 1932 American Soccer League.
Jeho rodiče byli italští imigranti do Spojených států. Byl posledním hráčem narozeným v 19. století, který hrál na mistrovství světa ve fotbale.